# Intel 80386EX

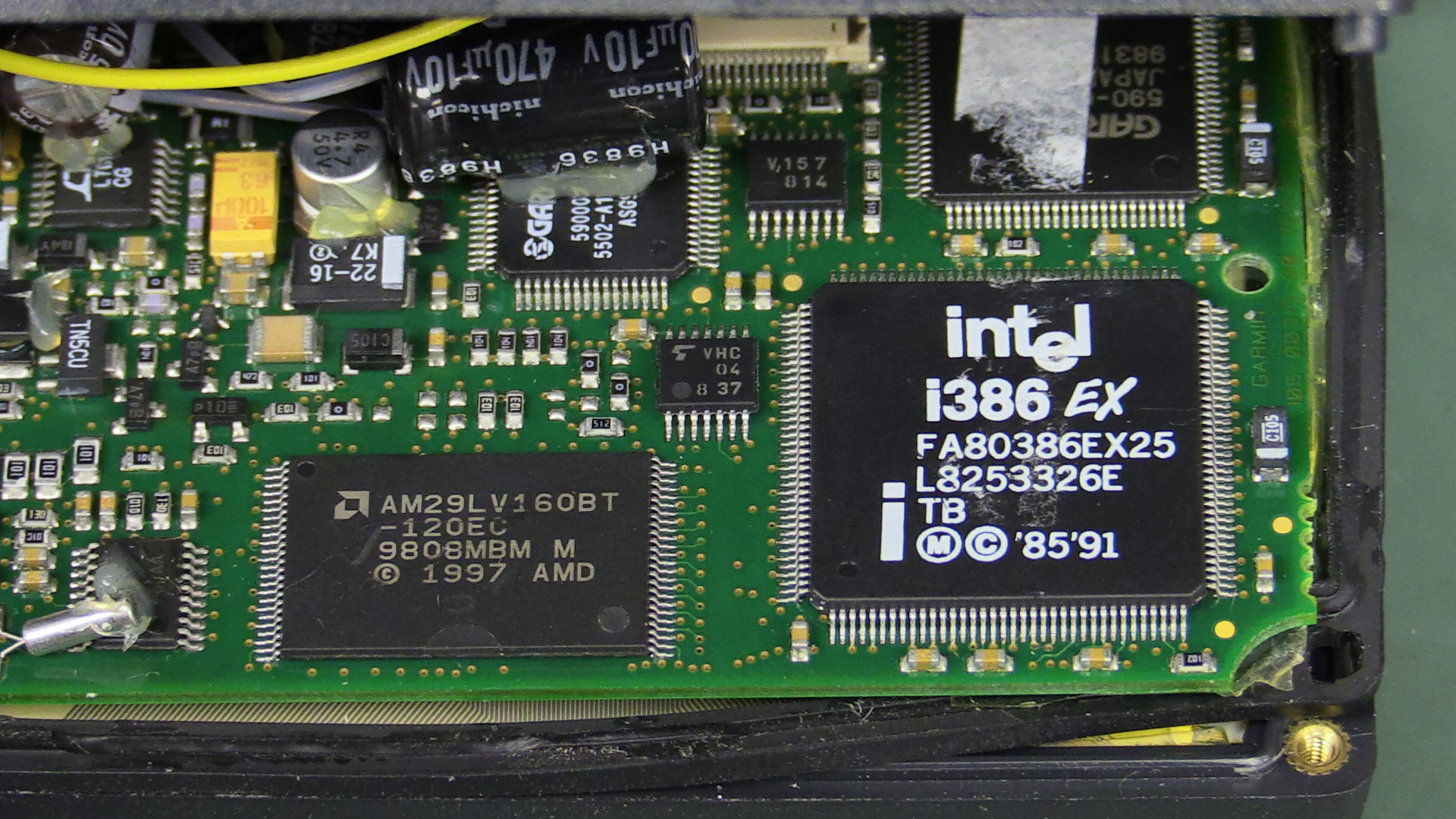
Intel 80386EX

El Intel 80386EX es un microprocesador de 32 bits fabricado por Intel Corporation en la década de 1990. Es una versión mejorada del popular 80386, que se utilizó en muchos sistemas informáticos y servidores de la época.
El 80386EX está diseñado específicamente para su uso en sistemas integrados y embebidos, como controladores de procesos industriales, sistemas de control de automatización y dispositivos médicos. Se diferencia del 80386 estándar en que tiene una memoria caché de 8 KB integrada, lo que permite una mayor eficiencia en el rendimiento.
El microprocesador funciona a una velocidad de reloj de hasta 25 MHz, tiene 1.2 millones de transistores y es capaz de direccionar hasta 4 GB de memoria física. También cuenta con una unidad de manejo de interrupciones, un controlador de DMA y varios periféricos integrados, como temporizadores y puertos de entrada y salida.
A pesar de que el 80386EX ya no se fabrica, aún se utiliza en algunos sistemas legados y dispositivos industriales debido a su capacidad para manejar tareas complejas en tiempo real.
- Datos: Q3066421
- Multimedia: Intel 80386EX / Q3066421